# 2021年のいわきFC
2021年のいわきFCは、いわきFCの2021年シーズン成績を詳述する。
2021年のチームスローガンは"HUMBLE & HUNGRY."。

## 加入・移籍選手

### 2020-2021・冬の移籍

#### IN
| Pos | 選手名     | 生年月日 (年齢)        | 前所属                       | 発表日         | 備考             |
| MF  | 嵯峨理久   | 1998年5月27日（22歳）  | 仙台大学                     | 2020年12月18日 | 新加入           |
| MF  | 関野元弥   | 1999年3月10日（21歳）  | 流通経済大学                 | 2020年12月18日 | 新加入           |
| FW  | 吉澤柊     | 1998年10月21日（21歳） | 作新学院大学                 | 2020年12月18日 | 新加入           |
| MF  | 宮本英治   | 1998年8月3日（21歳）   | 国士館大学                   | 2020年12月25日 | 新加入           |
| DF  | 奥田雄大   | 1997年5月1日（23歳）   | 徳島ヴォルティス             | 2020年12月25日 | 期限付き移籍加入 |
| GK  | 射庭康太朗 | 1995年12月7日（24歳）  | いわてグルージャ盛岡         | 2020年12月25日 | 完全移籍加入     |
| DF  | 江川慶城   | 2000年4月2日（20歳）   | 京都サンガF.C.               | 2020年12月28日 |                  |
| FW  | 古川大悟   | 1999年9月15日（20歳）  | ジェフユナイテッド市原・千葉 | 2020年12月29日 |                  |
| DF  | 米澤哲哉   | 1998年4月4日（22歳）   | 東海大学                     | 2021年2月26日  | 新加入           |

#### OUT
| Pos | 選手名                 | 生年月日 (年齢)       | 在籍期間      | 契約解除 発表日 | 移籍先               | 移籍先 発表日  | 備考         |
| MF  | 平澤俊輔               | 1994年4月11日（26歳） | 2017年-2020年 | 2020年12月11日  | -                    | 2020年12月11日 | 現役引退     |
| FW  | 片山紳                 | 1993年4月11日（27歳） | 2016年-2020年 | 2020年12月11日  | MIOびわこ滋賀        | 2021年1月6日   |              |
| MF  | 前田直輝               | 1996年6月11日（24歳） | 2019年-2020年 | 2020年12月11日  | Musan Salama         | 2021年2月6日   |              |
| MF  | 寺村浩平               | 2000年9月20日（20歳） | 2019年-2020年 | 2020年12月21日  | 奈良クラブ           | 2020年12月21日 | 期限付き移籍 |
| GK  | 似鳥康太               | 1996年4月16日（24歳） | 2019年-2020年 | 2020年12月26日  | ブランデュー弘前FC   | 2020年12月26日 | 期限付き移籍 |
| FW  | 吉田知樹               | 1998年2月13日（22歳） | 2016年-2020年 | 2020年12月27日  | 高知ユナイテッドSC   | 2020年12月27日 | 期限付き移籍 |
| FW  | ウェズレイ・ロドリゲス | 1992年1月16日（28歳） | 2019年-2020年 | 2020年12月28日  | 鹿児島ユナイテッドFC | 2021年3月15日  |              |

## 所属メンバー

### トップチーム選手
| No | Pos | 選手名             | アルファベット    | 加入年 | 前所属                       | リーグ戦 | リーグ戦 | カップ戦 | カップ戦 | その他 | その他 |
| No | Pos | 選手名             | アルファベット    | 加入年 | 前所属                       | 出場     | 得点     | 出場     | 得点     | 出場   | 得点   |
| 1  | GK  | 白岡ティモシィ     | SHIRAOKA, Timothy | 2019   | 同志社大学                   |          |          |          |          |        |        |
| 21 | GK  | 坂田大樹           | SAKATA, Daiki     | 2017   | 流通経済大学                 | 7        |          | 1        |          | 2      |        |
| 27 | GK  | 射庭康太郎         | IBA, Kotaro       | 2021   | いわてグルージャ盛岡         | 1        |          |          |          | 1      |        |
| 3  | DF  | 田中龍志郎         | TANAKA, Ryushiro  | 2020   | ソニー仙台FC                 |          |          |          |          |        |        |
| 4  | DF  | 奥田雄大           | OKUDA, Yudai      | 2021   | 徳島ヴォルティス             | 8        |          | 1        |          | 1      |        |
| 5  | DF  | 小田島怜           | ODAJIMA, Ryo      | 2020   | SC相模原                     | 2        |          | 1        |          | 2      |        |
| 20 | DF  | 黒澤丈             | KUROSAWA, Jo      | 2020   | 流通経済大学                 | 5        |          | 1        |          | 2      |        |
| 22 | DF  | 米澤哲哉           | YONEZAWA, Tetsuya | 2021   | 東海大学                     | 5        |          |          |          | 2      | 1      |
| 26 | DF  | 増崎大虎           | MASUZAKI, Daigo   | 2019   | 鹿島アントラーズユース       |          |          |          |          | 1      |        |
| 30 | DF  | 黒宮渉             | KUROMIYA, Wataru  | 2020   | 作新学院大学                 | 1        |          |          |          | 2      |        |
| 35 | DF  | 江川慶城           | EGAWA, Genki      | 2021   | 京都サンガF.C.               |          |          |          |          | 2      |        |
| 2  | MF  | 嵯峨理久           | SAGA, Riku        | 2021   | 仙台大学                     | 8        | 2        | 1        |          | 2      |        |
| 6  | MF  | 宮本英治           | MIYAMOTO, Eiji    | 2021   | 国士舘大学                   | 7        |          | 1        |          | 2      |        |
| 7  | MF  | バスケス・バイロン | VASQUES, Byron    | 2019   | 青森山田高校                 | 3        |          | 1        |          | 1      | 1      |
| 8  | MF  | 日高大             | HIDAKA, Dai       | 2019   | ホンダFC                     | 8        |          | 1        | 1        | 2      |        |
| 14 | MF  | 山口大輝           | YAMAGUCHI, Daiki  | 2020   | 流通経済大学                 | 5        |          |          |          | 2      |        |
| 15 | MF  | 金大生             | KIM, Deseng       | 2017   | 駒澤大学                     | 8        | 3        | 1        |          | 1      |        |
| 16 | MF  | 関野元弥           | SEKINO, Genya     | 2021   | 流通経済大学                 | 3        |          |          |          | 1      |        |
| 17 | MF  | 谷村海那           | TANIMURA, Kaina   | 2020   | 国士館大学                   | 1        |          | 1        | 1        | 3      | 2      |
| 24 | MF  | 山下優人           | YAMASHITA, Yuto   | 2019   | 桐蔭横浜大学                 | 8        | 1        | 1        |          | 2      |        |
| 9  | FW  | 鈴木翔大           | SUZUKI, Shota     | 2020   | ソニー仙台FC                 | 8        | 1        | 1        |          | 3      | 1      |
| 10 | FW  | 平岡将豪           | HIRAOKA, Masahide | 2016   | AC長野パルセイロ             | 8        | 1        |          |          | 3      |        |
| 11 | FW  | 滝沢昴司           | TAKIZAWA, Koji    | 2020   | 桐蔭横浜大学                 |          |          |          |          |        |        |
| 18 | FW  | 吉澤柊             | YOSHIZAWA, Shu    | 2021   | 作新学院大学                 | 7        | 2        | 1        |          | 2      | 2      |
| 19 | FW  | 岩渕弘人           | IWABUCHI, hiroto  | 2020   | 仙台大学                     | 4        |          | 1        |          | 3      | 5      |
| 34 | FW  | 古川大悟           | FURUKAWA, Daigo   | 2021   | ジェフユナイテッド市原・千葉 | 8        | 4        | 1        |          | 3      | 2      |

## プレシーズン
| 東日本大震災メモリアルマッチ 福島ダービー 2021年02月28日 | いわきFC | 0-1 | 福島ユナイテッドFC | 福島広野                                    |  |
| 13:00                                                    |          |     | イスマイラ 90+1分  | 競技場: Jヴィレッジスタジアム 観客数: 2,128 |  |

## 結果

### 日本フットボールリーグ（JFL）
第23回日本フットボールリーグは17チームが参加する。17チームによる2回戦総当たりのリーグ方式（ホーム＆アウェイ方式）で開催する。参加チーム数が奇数であるため、各節試合の無いチームが1つ存在する。いわきFCは、第14節と第27節が試合のない節となる。

#### 節別成績表
優勝・J3昇格
      2位・J3昇格
      3位・J3昇格圏内
      4位・J3昇格圏内
      降格
| 節     | 1  | 2  | 3  | -  | 5  | 6  | 7  | 8  | 9  | 4  | 10 | 11 | 12 | 13 | 14 | 15 | 16 | 17 |
| ------ | -- | -- | -- | -- | -- | -- | -- | -- | -- | -- | -- | -- | -- | -- | -- | -- | -- | -- |
| 開催地 | H  | A  | H  | -  | H  | A  | H  | H  | A  | A  | H  | A  | H  | A  | -  | A  | H  | A  |
| 結果   | W  | W  | W  |    | D  | D  | W  | W  | W  | W  | D  | D  | W  | W  |    | W  | D  | L  |
| 順位   | 4  | 2  | 1  | 4  | 4  | 4  | 3  | 2  | 1  | 1  | 1  | 1  | 1  | 1  | 1  | 1  | 1  | 1  |
| 節     | 18 | 19 | 20 | 21 | 22 | 23 | 24 | 25 | 26 | 27 | 28 | 29 | 30 | 31 | 32 | 33 | 34 |    |
| 開催地 | H  | A  | A  | H  | A  | H  | A  | H  | H  | -  | A  | H  | A  | H  | A  | A  | H  |    |
| 結果   | W  | W  | D  | W  | W  | L  | W  | D  | L  |    | W  | W  | W  | W  | D  | W  | W  |    |
| 順位   | 1  | 1  | 1  | 1  | 1  | 1  | 1  | 1  | 1  | 2  | 2  | 2  | 2  | 1  | 1  | 1  | 1  |    |

最終更新日：2021年12月5日.
出典：第23回日本フットボールリーグ(2021) 順位表・戦績表

開催地：A = アウェー、H = ホーム。結果： D = 引き分け、 L = 敗戦、W = 勝利。

##### 注
・4月4日に行われる予定だったいわきFCの第4節の試合は延期されたが（#できごとを参照）、他会場の試合は行われたため順位に変動が生じた。

#### 節別試合結果
勝利
      引分
      敗戦
| 第1節 2021年03月14日 | いわきFC                                   | 2-1      | ヴィアティン三重          | いわき |  |
| 13:00                | 古川大悟 1分 · 金大生 45+3分 奥田雄大 39分 | 公式記録 | 大竹陸 45分 橋本拓門 72分 | 競技場: いわきグリーンフィールド 観客数: 1,831 人 主審: 宇治原拓也 副審: 大峡論、中村一貴 第4の審判員: 馬上一彦 |  |

| 第2節 2021年03月21日 | ホンダロックSC  | 0-2      | いわきFC                                   | 宮崎 |  |
| 13:00                | 長谷川雄介 26分 | 公式記録 | 鈴木翔大 6分 · 古川大悟 46分 嵯峨理久 20分 | 競技場: 宮崎市生目の杜運動公園陸上競技場 観客数: 337 人 主審: 松尾明徳 副審: 原田大輔、川勝彬史 第4の審判員: 南薗憲周 |  |

| 第3節 2021年03月28日 | いわきFC       | 2-0      | FC刈谷        | いわき |  |
| 13:00                | 金大生 13,30分 | 公式記録 | 中野裕太 41分 | 競技場: いわきグリーンフィールド 観客数: 823 人 主審: 安川公規 副審: 荒上修人、宗像瞭 第4の審判員: 岡部光宏 |  |

| 第5節 2021年04月11日 | いわきFC                    | 1-1      | ラインメール青森         | 福島広野                                                                                                 |  |
| 13:00                | 嵯峨理久 90+1分 日高大 80分 | 公式記録 | 後藤京介 4分 金聖基 89分 | 競技場: Jヴィレッジスタジアム 観客数: 911 人 主審: 原田雅士 副審: 山口隆平、高橋悠 第4の審判員: 岡部光宏 |  |

| 第6節 2021年04月24日 | F.C.大阪                                     | 1-1      | いわきFC                    | 大阪豊中                                                                                              |  |
| 13:00                | 田中直基 2分 久保吏久斗 64分 · 澁谷雅也 88分 | 公式記録 | 山下優人 61分 宮本英治 14分 | 競技場: 服部緑地陸上競技場 観客数: 307 人 主審: 村田裕紀 副審: 若松亮、川勝彬史 第4の審判員: 神谷遼平 |  |

| 第7節 2021年05月01日 | いわきFC                                      | 2-1      | 鈴鹿ポイントゲッターズ                        | いわき |  |
| 13:00                | 嵯峨理久 72分 · 平岡将豪 86分 山下優人 90+4分 | 公式記録 | 佐藤昂洋 35分 遠藤純輝 45+1分 · 海口彦太 74分 | 競技場: いわきグリーンフィールド 観客数: 1,016 人 主審: 長田望 副審: 清水拓、廣瀬成昭 第4の審判員: 國谷亮介 |  |

| 第8節 2021年05月05日 | いわきFC                      | 3-2      | 高知ユナイテッドSC             | いわき |  |
| 13:00                | 古川大悟 2.13分 · 吉澤柊 78分 | 公式記録 | 西村光司 45,65分 岡田大介 60分 | 競技場: いわきグリーンフィールド 観客数: 1,007 人 主審: 加藤正和 副審: 小野裕太、山口隆平 第4の審判員: 佐藤宥 |  |

| 第9節 2021年05月15日 | FCマルヤス岡崎                  | 0-2      | いわきFC                    | 豊橋 |  |
| 13:00                | 大塚勇気 66分 · 三島康平 90+2分 | 公式記録 | 45+2分 (o.g.) · 吉澤柊 68分 | 競技場: 豊橋市岩田総合球技場 観客数: 105 人 主審: 宇治原拓也 副審: 若松亮、荒上修人 第4の審判員: 犬飼朝久 |  |

| 第4節 2021年05月26日 | 東京武蔵野ユナイテッドFC | 1-2      | いわきFC                                              | 東京西が丘                                                                                                  |  |
| 18:00                | 飯島秀教 41分            | 公式記録 | 古川大悟 14分 · バスケス・バイロン 72分 宮本英治 79分 | 競技場: 味の素フィールド西が丘 観客数: 418 人 主審: 舟橋崇正 副審: 原田大輔、中村一貴 第4の審判員: 原田一輝 |  |

| 第10節 2021年05月30日 | いわきFC | 0-0      | MIOびわこ滋賀 | いわき |  |
| 13:00                 |          | 公式記録 | 嘉茂良悟 32分 | 競技場: いわきグリーンフィールド 観客数: 965 人 主審: 大田智寛 副審: 坊薗真琴、勝部健 第4の審判員: 馬上一彦 |  |

| 第11節 2021年06月05日 | Honda FC                    | 1-1      | いわきFC                                      | 浜松                                                                                                 |  |
| 13:00                 | 鈴木雄也 10分 池松大騎 27分 | 公式記録 | 岩渕弘人 12分 岩渕弘人 45+1分 · 古川大悟 79分 | 競技場: Honda都田サッカー場 観客数: 659 人 主審: 谷弘樹 副審: 大峽諭、川勝彬史 第4の審判員: 竹内清人 |  |

| 第12節 2021年06月13日 | いわきFC                                      | 3-1      | 松江シティFC    | いわき |  |
| 13:00                 | 吉澤柊 66,71分 · 米澤哲哉 90+1分 奥田雄大 8分 | 公式記録 | 佐々木健人 75分 | 競技場: いわきグリーンフィールド 観客数: 1,208 人 主審: 塚原健 副審: 柳田翔、長谷川雅 第4の審判員: 高口俊樹 |  |

| 第13節 2021年06月20日 | ヴェルスパ大分                              | 1-2      | いわきFC                                              | 日田                                                                                                  |  |
| 13:00                 | 利根瑠偉 57分 篠原宏仁 30分 · 浦島貴大 31分 | 公式記録 | 鈴木翔大 67分 · 平岡将豪 84分 バスケス・バイロン 69分 | 競技場: 日田市陸上競技場 観客数: 372 人 主審: 宮原一也 副審: 廣瀬成昭、柳岡拓磨 第4の審判員: 黒田大貴 |  |

| 第15節 2021年07月03日 | ソニー仙台    | 0-2      | いわきFC         | 石巻                                                                                                |  |
| 15:00                 | 平田健人 78分 | 公式記録 | 嵯峨理久 48,69分 | 競技場: 石巻フットボール場 観客数: 359 人 主審: 高崎航地 副審: 清水拓、柳田翔 第4の審判員: 平塚将哲 |  |

| 第16節 2021年07月11日 | いわきFC                                                    | 2-2      | 奈良クラブ | 福島広野                                                                                                 |  |
| 18:00                 | 古川大悟 15分 · 90+5分 (o.g.) 奥田雄大 10分 · 宮本英治 55分 | 公式記録 | 小谷祐喜 11分 · 片岡爽 19分 山本宗太朗 44分 · 小谷祐喜 52分 · 加藤徹也 90+1分 · 田中奏一 90+3分 · 片山滋永 90+4分 | 競技場: Jヴィレッジスタジアム 観客数: 1,204 人 主審: 俵元希 副審: 若松亮、長谷川雅 第4の審判員: 佐藤光将 |  |

| 第18節 2021年07月26日 | いわきFC                                            | 4-0      | ホンダロックSC                | 福島広野                                                                                                   |  |
| 18:00                 | 古川大悟 34,53分 · 金大生 68分 · 吉澤柊 80分 (pen.) | 公式記録 | 中島拓真 48分 · 髙原大知 79分 | 競技場: Jヴィレッジスタジアム 観客数: 1,624 人 主審: 田代雄大 副審: 大峽諭、小野裕太 第4の審判員: 井上幸寿 |  |

| 第17節 2021年08月14日 | ティアモ枚方                                  | 2-1      | いわきFC                    | 枚方 |  |
| 14:30                 | 井上翔太 14分 · 佐藤諒 27分 児玉慎太郎 90+2分 | 公式記録 | 谷村海那 58分 田村雄三 63分 | 競技場: 枚方市陸上競技場 観客数: 217 人 主審: 原田雅士 副審: 橋本真光、廣瀬成昭 第4の審判員: 清田将矢（中断前）、井出本瞭（再開後） |  |

| 第19節 2021年08月22日 | ヴィアティン三重            | 1-2      | いわきFC                                    | 東員町 |  |
| 15:00                 | 酒井達磨 26分 寺田匡史 19分 | 公式記録 | 嵯峨理久 79分 · 米澤哲哉 84分 平岡将豪 71分 | 競技場: 朝日ガスエナジー東員スタジアム 観客数: 308 人 主審: 塚原健 副審: 手代木直美、原崇 第4の審判員: 池田浩之 |  |

| 第20節 2021年08月29日 | 高知ユナイテッドSC | 0-0      | いわきFC                    | 高知市 |  |
| 14:00                 |                    | 公式記録 | 金大生 45+5分 · 吉澤柊 76分 | 競技場: 高知県立春野総合運動公園球技場 観客数: 246 人 主審: 谷弘樹 副審: 若松亮、池田元 第4の審判員: 坂本悠馬 |  |

| 第21節 2021年09月05日 | いわきFC                                      | 3-0      | FCマルヤス岡崎 | いわき |  |
| 15:00                 | 岩渕弘人 10分 · 古川大悟 34分 · 谷村海那 80分 | 公式記録 | 茂庭照幸 48分  | 競技場: いわきグリーンフィールド 観客数: 1,022 人 主審: 村田裕紀 副審: 手代木直美、清水拓 第4の審判員: 馬上一彦 |  |

| 第22節 2021年09月12日 | MIOびわこ滋賀 | 0-2      | いわきFC                                      | -                                                                              |  |
| 15:00                 |               | 公式記録 | 宮本英治 42分 · 鈴木翔大 53分 谷村海那 90+1分 | 競技場: - 観客数: 0 人 主審: 長田望 副審: 伊勢裕介、原崇 第4の審判員: 黒川健吾 |  |

| 第23節 2021年09月19日 | いわきFC      | 1-5      | Honda FC                                                        | 福島広野                                                                                                   |  |
| 15:00                 | 嵯峨理久 28分 | 公式記録 | 児玉怜音 5,37分 · 三浦誠史 33分 · 岡﨑優希 38分 · 富田湧也 54分 | 競技場: Jヴィレッジスタジアム 観客数: 1,642 人 主審: 高崎航地 副審: 若松亮、田邉裕樹 第4の審判員: 國谷亮介 |  |

| 第24節 2021年10月03日 | 松江シティFC                                    | 0-4      | いわきFC                                       | 益田 |  |
| 12:00                 | 佐藤啓志郎 38分 · 遊馬将也 45分 · 伊能玲生 85分 | 公式記録 | 日高大 32分 · 鈴木翔大 46,56分 · 山下優人 83分 | 競技場: 島根県立サッカー場 観客数: 384 人 主審: 宇治原拓也 副審: 梅田智起、田代雄大 第4の審判員: 岩村真斗 |  |

| 第25節 2021年10月10日 | いわきFC | 0-0      | ヴェルスパ大分                                  | 福島広野                                                                                                   |  |
| 13:00                 |          | 公式記録 | 中野匠 45+2分 · 西川公章 89分 · 前田央樹 90+3分 | 競技場: Jヴィレッジスタジアム 観客数: 1,126 人 主審: 堀善仁 副審: 荒上修人、長谷川雅 第4の審判員: 岡部光宏 |  |

| 第26節 2021年10月17日 | いわきFC        | 0-2      | ソニー仙台                                  | 福島広野 |  |
| 13:00                 | 谷村海那 45+1分 | 公式記録 | 内野裕太 44分 · 藤原元輝 56分 内野裕太 69分 | 競技場: Jヴィレッジスタジアム 観客数: 1,058 人 主審: 舟橋崇正 副審: 廣瀬成昭、向井修也 第4の審判員: 佐藤光将 |  |

| 第28節 2021年10月30日 | ラインメール青森                          | 1-6      | いわきFC                                                                       | 八戸市 |  |
| 13:00                 | 進藤誠司 41分 菊池大樹 15分 · 平出涼 48分 | 公式記録 | 岩渕弘人 29,43分 · 古川大悟 60分 · 吉澤柊 75分 · 鈴木翔大 84分 · 平岡将豪 89分 | 競技場: プライフーズスタジアム 観客数: 230 人 主審: 友政利貴 副審: 荒上修人、田邉裕樹 第4の審判員: 山崎智貴 |  |

| 第29節 2021年11月03日 | いわきFC                                                  | 3-1      | 東京武蔵野ユナイテッドFC | 福島広野                                                                                               |  |
| 13:00                 | 鈴木翔大 21分 · 古川大悟 39分 · 吉澤柊 78分 宮本英治 30分 | 公式記録 | 鈴木裕也 67分            | 競技場: Jヴィレッジスタジアム 観客数: 2,014 人 主審: 鈴木渓 副審: 廣瀬成昭、原崇 第4の審判員: 馬上一彦 |  |

| 第30節 2021年11月07日 | FC刈谷                    | 1-2      | いわきFC                   | 刈谷 |  |
| 13:00                 | 一木立一 82分 鯉沼晃 88分 | 公式記録 | 嵯峨理久 59分, 88分 (pen.) | 競技場: ウェーブスタジアム刈谷 観客数: 684 人 主審: 大田智寛 副審: 伊勢裕介、長谷川雅 第4の審判員: 岩川鉄矢 |  |

| 第31節 2021年11月14日 | いわきFC      | 1-0      | ティアモ枚方 | いわき |  |
| 13:00                 | 谷村海那 57分 | 公式記録 |              | 競技場: いわきグリーンフィールド 観客数: 1,566 人 主審: 瀬田貴仁 副審: 原田大輔、向井修也 第4の審判員: 國谷亮介 |  |

| 第32節 2021年11月20日 | 奈良クラブ                                         | 2-2      | いわきFC                                                        | 奈良市 |  |
| 13:00                 | 浜田幸織 7分, 82分 寺島はるひ 23分 · 片山滋永 66分 | 公式記録 | 鈴木翔大 45+1分 · 谷村海那 46分 射庭康太朗 58分 · 奥田雄大 87分 | 競技場: ロートフィールド奈良 観客数: 531 人 主審: 舟橋崇正 副審: 荒上修人、川勝彬史 第4の審判員: 神谷遼平 |  |

| 第33節 2021年11月27日 | 鈴鹿ポイントゲッターズ                                                        | 1-4      | いわきFC                                                                 | 鈴鹿                                                                                                 |  |
| 13:00                 | エフライン･リンタロウ 26分 (pen.) ニウド 18分 · 今井那生 20分 · 北野純也 30分 | 公式記録 | 岩渕弘人 21分, 40分 (pen.) · 鈴木翔大 43分 · 吉澤柊 90+1分 小田島怜 71分 | 競技場: AGF鈴鹿陸上競技場 観客数: 454 人 主審: 村田裕紀 副審: 中村一貴、宗像瞭 第4の審判員: 池田浩之 |  |

| 第34節 2021年12月05日 | いわきFC                                                  | 3-0      | F.C.大阪                      | いわき |  |
| 13:00                 | 鈴木翔大 46分 · 黒宮渉 74分 · 谷村海那 81分 岩渕弘人 39分 | 公式記録 | 木匠貴大 32分 · 宇高魁人 50分 | 競技場: いわきグリーンフィールド 観客数: 2,451 人 主審: 高崎航地 副審: 廣瀬成昭、長谷川雅 第4の審判員: 渡辺隼人 |  |

### 天皇杯

#### 県予選
第26回福島県サッカー選手権大会 兼 天皇杯 JFA 第101回全日本サッカー選手権福島県代表決定戦
福島民報杯・NHK杯第26回福島県サッカー選手権大会 兼 天皇杯 JFA 第101回全日本サッカー選手権福島県代表決定戦の組み合わせと日程が2021年3月15日に発表され、いわきFCは4月29日の準決勝からの参加となった。
4月25日に行われた県予選準々決勝の結果より、準決勝の対戦相手は東北社会人サッカーリーグ2部南所属のメリーに決定した。
      勝利
      敗戦
| 準決勝 2021年04月29日 | メリー      | 1-12                 | いわきFC | いわき                               |  |
| 13:00                 | 青木育 12分 | [ 28 ] [ 29 ] [ 30 ] | 岩渕弘人 8,10,26分 · 谷村海那 20,46分 · 鈴木翔大 45+2分 · 古川大悟 52,90+4分 · 吉澤柊 60,90+5分 · バスケス・バイロン 88分 (pen.) · 米澤哲哉 90+3分 | 競技場: いわきFCフィールド 観客数: 0 |  |

| 決勝 2021年05月09日 | 福島ユナイテッドFC | 0-2      | いわきFC                                                       | 福島市 |  |
| 13:04               |                    | 公式記録 | 岩渕弘人 13,34分 鈴木翔大 35分 · 古川大悟 47分 · 岩渕弘人 55分 | 競技場: とうほう・みんなのスタジアム 観客数: 1,103 人 主審: 佐藤誠和 副審: 橋本真光、長南博幸 第4の審判員: 古川雅弥 |  |

#### 本大会
天皇杯 JFA 第101回全日本サッカー選手権大会
4月2日に1回戦および2回戦の組み合わせが発表され、いわきFCの対戦相手である宮城県代表は5月9日に行われた代表決定戦にてソニー仙台に決定した。
      勝利
      敗戦
| 1回戦 2021年05月22日                        | いわきFC                                                            | 2-2 (延長) (2-4 PK戦)           | ソニー仙台                     | いわき |  |
| 13:00                                       | 日高大 85分 · 谷村海那 115分 バスケス・バイロン 93分 · 日高大 112分 | 公式記録                        | 平田健人 90+3分 · 佐藤碧 101分 | 競技場: いわきグリーンフィールド 観客数: 708 人 主審: 佐藤誠和 副審: 千葉直史、芳賀勇人 第4の審判員: 高口俊樹 |  |
|                                             |                                                                     | PK戦                            |                                | |  |
| 坂田大樹 バスケス・バイロン 日高大 嵯峨理久 |                                                                     | 石上輝 佐藤碧 藤原元輝 荻原健太 |                                | |  |

## できごと
・4月2日　4月4日に行われる予定だったJFL第4節アウェイの東京武蔵野ユナイテッド戦は、東京武蔵野ユナイテッドFCにおいて選手1名が新型コロナウイルスに感染したことが判明したため、開催を中止することとなった。代替日程は決定次第発表される。
・4月7日　延期された第4節東京武蔵野ユナイテッドFC戦の代替日程が、5月26日18:00キックオフに決定された。
- 6月26日：当日開催された第14節の結果、いわきFC以外のチームに自力優勝の可能性が消滅、優勝マジッククリンチ51が点灯した。残り19試合で勝点51取得により優勝が決定する。
- 7月12日：当日開催された第16節の結果、いわきFC及び2位HondaFC以外のチームに自力2位以内の可能性が消滅、2位マジッククリンチ39が点灯。なお、優勝マジッククリンチは44となる。

・7月18日　14時30分開始の第17節FCティアモ枚方戦は、18:03に雷により中断し、20分後に再開したが22:31に再び雷の影響で中断した。その後、天候の回復が見込めないことと、来場者や選手、スタッフの安全確保が困難と判断したため15時30分に試合の中止を決定した。代替日程は決定次第発表される。
・7月19日　中止された第17節FCティアモ枚方戦は、8月14日14:30キックオフで再開されることが決定した。また、中断時点でのスコア、残り時間で再開されることとなった。
・9月28日　Jリーグの理事会が開催され、2022シーズンのJ3クラブライセンスがいわきFCに対し交付されることに決定した。今回J3クラブライセンスが交付されたJリーグ百年構想クラブは11月に開催される理事会においてJリーグ入会が審査されるが、第23回日本フットボールリーグの最終節が12月5日に行われるため、11月の理事会では最終順位の要件を満たすことを条件としてJリーグ入会を承認する。
・10月3日　当日行われた第24節の結果、15位のホンダロックSCとの勝点差は33となった。ホンダロックSCの今季残り試合数は10であるため、いわきFCの地域リーグ（東北社会人サッカーリーグ）降格の可能性は消滅した。
- 10月24日：MF山口大輝選手が9月26日のトレーニングゲームで負傷し、左膝前十字靭帯断裂と診断されていたことが判明。10月21日に手術を行い、全治まで6ヶ月程度を要することがわかった[42]。
- 11月3日：
  - 当日開催の第29節の結果勝利し、4位FCティアモ枚方との勝点差が13となった。FCティアモ枚方の残り試合が4試合であることから、今季の3位以内が確定。
  - このため、JFL参入2年目にしてJ3昇格が内定した。11月25日のJリーグ理事会でJリーグ入会が承認された[43][44]。
- 11月27日:当日開催の第33節において勝利し、1節を残して今期の日本フットボールリーグ優勝を決めた[45]。